# René Gillard
René Gillard (11 november 1920) en overleden was een Belgisch voormalig voetballer die speelde als verdediger. Hij voetbalde in Eerste klasse bij Standard Luik en speelde zes interlandwedstrijden met het Belgisch voetbalelftal.

## Loopbaan
Gillard debuteerde in 1939 als verdediger in het eerste elftal van Eersteklasser Standard Luik en verwierf er onmiddellijk een vaste basisplaats in de ploeg die de volgende jaren steeds in de tweede helft van de rangschikking zou eindigen.
Na het einde van de Tweede Wereldoorlog verging het de ploeg beter en in 1949 eindigde Standard op de tweede plaats in de Belgische voetbalcompetitie, mede dankzij een sterk seizoen van Gillard. De prestaties van Gillard waren de selectieheren van de nationale voetbalploeg niet ontgaan en hij werd dan ook zesmaal opgesteld in een wedstrijd van het Belgisch voetbalelftal.
Gillard bleef bij Standard voetballen tot in 1950 en zette toen een punt achter zijn spelersloopbaan op het hoogste niveau. In totaal speelde hij 261 wedstrijden bij de ploeg en scoorde hierin zeven doelpunten.
Na zijn spelersloopbaan werd Gillard voetbaltrainer in de lagere afdelingen. Zo was hij een tijdje de coach van de voetbalploeg van Esneux.